# Busoga
Busoga – jedno z tradycyjnych królestw tworzących Ugandę.

## Historia
Królestwo utworzono w 1906, oddzielając je od Bugandy. W 1962 weszło w skład Ugandy. Zniesione w latach 1967–1993.

## Królowie Busogi
- Semei Lwakirenzi Kakungulu 1906-1914
- Ezekieri Tenywa Wako III 1919-1939
- Ezekieri Tenywa Wako III 1939-1949
- William Wilberforce Kadhumbula Nadiope III 1949-1955
- Henry Wako Muloki 1956-1962
- William Wilberforce Kadhumbula Nadiope III 1962-1967
- Henry Wako Muloki 1995
- Keith Mutengu 1996-1999
- William Wilberforce Kiwagama 1999-2001
- Alfred Mugoda 2001
- Daniel William Batuwa 2001-2004
- Martin Musumba 2004-